# Therese Moll
Therese Moll (* 17. November 1934 in Basel; † 27. September 1961 in La Chaux-de-Fonds; auch Thérèse Moll) war eine Schweizer Grafikdesignerin.

## Leben und Werk
Nach ihrer Schulzeit in Basel trat Therese Moll 1949 in den Vorkurs der kunstgewerblichen Abteilung der Allgemeinen Gewerbeschule Basel ein. Von 1950 bis 1954 absolvierte sie an derselben Schule die Fachklasse für Graphik. Sie belegte unter anderem Kurse in Grafik bei Armin Hofmann und Donald Brun, in Typografie bei Emil Ruder und in Fotografie bei Theo Ballmer. Ihre Ausbildung zur Grafikerin schloss sie im Frühjahr 1954 im Alter von 19 Jahren mit der obligatorischen Abschlussprüfung und dem Eidgenössischen Fähigkeitszeugnis ab.
Im Jahr 1953 – noch vor Beendigung der Fachklasse – arbeitete Moll kurzzeitig im renommierten Grafikdesign-Studio Boggeri in Mailand. Von 1954 bis 1957 war sie Mitarbeiterin im Atelier von Karl Gerstner in Basel und anschließend im firmeneigenen Grafikbüro des Basler Chemieunternehmens J.R. Geigy tätig. Sie entwarf dort zahlreiche Verpackungen und Inserate und prägte den Geigy-Firmenstil mit, welcher internationale Anerkennung erlangte. 1958 machte Moll sich mit einem eigenen Grafik-Atelier in Basel selbstständig.
Bereits zu Beginn ihrer Karriere wurden Molls Arbeiten, die dem Swiss Style zugeordnet werden können, in Ausstellungen und Publikationen gewürdigt. 1959 etwa stellte das Museum of Modern Art in New York einen ihrer Verpackungsentwürfe aus. Ebenfalls 1959 arbeitete Therese Moll für einige Monate in den USA als Gast-Designerin im Office of Publications des Massachusetts Institute of Technology (MIT) in Cambridge, gemeinsam mit den Grafikdesignern Jacqueline S. Casey und Ralph Coburn. Casey bewertete Molls Besuch im Office of Publications rückwirkend als wesentlich für die weitere Entwicklung und den Erfolg des MIT Grafikdesigns. Moll habe ihre Kolleginnen und Kollegen am MIT in die Grundlagen der europäischen Typografie und das Entwerfen modularer Systeme eingeführt, welche das grafische Erscheinungsbild der Institution dauerhaft prägten.
Nach ihrer Rückkehr in die Schweiz arbeitete Moll als Grafikerin für den Schweizer Uhrenfabrikanten Le Porte Echappement Universel.
Am 27. September 1961 nahm sie sich in La Chaux-de-Fonds das Leben.